# Bobrowniki (powiat białostocki)
Bobrowniki – wieś w Polsce położona w województwie podlaskim, w powiecie białostockim, w gminie Gródek.

## Historia
Dawna wieś magnacka położona w końcu XVIII wieku w powiecie grodzieńskim województwa trockiego Wielkiego Księstwa Litewskiego.
Do 1939 w gminie Brzostowica Wielka w powiecie grodzieńskim.
W latach 1954–1959 wieś należała i była siedzibą władz gromady Bobrowniki, po jej zniesieniu w gromadzie Zubki. W latach 1975–1998 miejscowość należała administracyjnie do województwa białostockiego.
W 1980 r. w Bobrownikach dokonano badań dialektologiczno-językowych pod kierunkiem Janusza Siatkowskiego, w ramach których odnotowano, że podstawowym środkiem porozumiewania się mieszkańców między sobą jest gwara białoruska.
W związku z kryzysem migracyjnym na granicy z Białorusią, jaki nastąpił w połowie 2021 r., miejscowość i okolice objęte zostały stanem wyjątkowym.

## Opis
We wsi znajduje się drogowe przejście graniczne Bobrowniki-Bierestowica z Białorusią.
Prawosławni mieszkańcy wsi należą do parafii św. Apostoła Jana Teologa w Mostowlanach. Na miejscowym cmentarzu znajduje się cerkiew filialna pw. Zmartwychwstania Pańskiego.
W miejscowości, przy drodze krajowej nr 65, znajduje się zbiorowa mogiła żołnierzy Armii Czerwonej.